# Royal Engineers A.F.C.
Royal Engineers Association Football Club – drużyna piłkarska reprezentująca Korpus Inżynierów Królewskich Armii Brytyjskiej. W XIX wieku była jedną z najlepszych drużyn w angielskiej piłce nożnej, wygrywając FA Cup w 1875 roku i awansując do finałów tych rozgrywek cztery razy w pierwszych ośmiu sezonach. „The Engineers” byli pionierami gry kombinacyjnej, w której piłkarze podawali piłkę między sobą, zamiast wykopywać piłkę pod bramkę przeciwnika.
Klub został założony w 1863 roku.

## Sukcesy
- Zwycięzcy FA Cup: 1875
- Finaliści FA Cup: 1872, 1874, 1878
- Zwycięzcy FA Amateur Cup: 1908